# Allorhynchium iridipenne
Allorhynchium iridipenne är en stekelart som först beskrevs av Smith 1861.  Allorhynchium iridipenne ingår i släktet Allorhynchium och familjen Eumenidae. Inga underarter finns listade i Catalogue of Life.